# 木岐站
木岐站（日语：／ Kiki eki */?）是位於日本德島縣海部郡美波町木岐、隸屬於四國旅客鐵道（JR四國）的鐵路車站。車站編號為M19。本站只停靠普通列車。車站兩邊皆為隧道口，附近有少量民居，但由於此區域居住的人多集中在海岸線及國道旁，鐵路相對來說較為不便，因此乘客量不多。

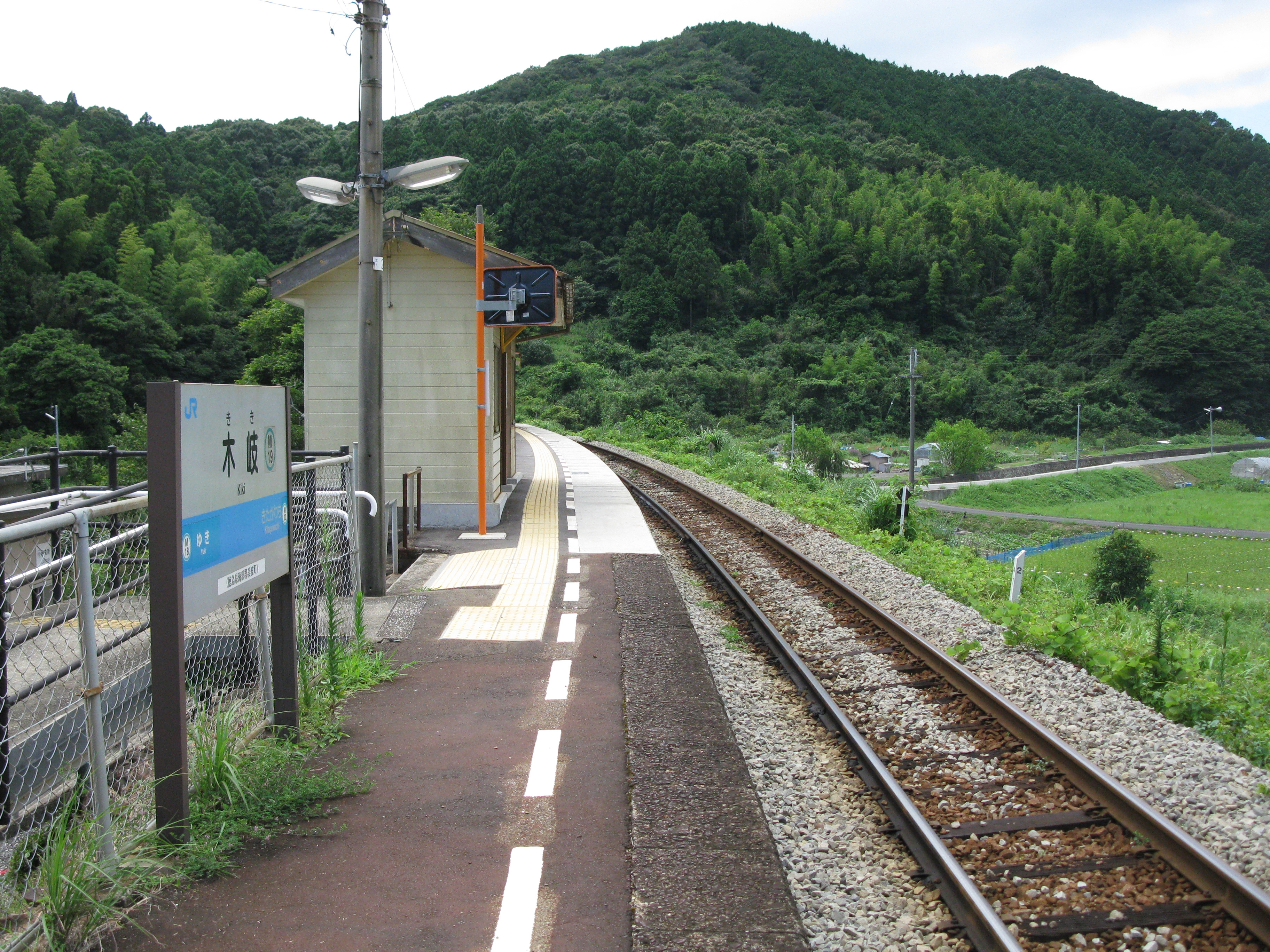
月台(2010年8月)

## 車站結構
本站曾設有站房，但因日久失修及乘客量不多而遭拆除，隨後在月台上興建一座小屋形狀的候車室。
後來亦在路面近樓梯出入口加建一座細小的售票亭，由附近的居民作票務業務委託服務。此設計在四國車站內是比較少見的。洗手間則獨立位於售票亭後面。
站內只設有側式月台1個，列車無法進行交換。有效長度為3輛，未進行月台加高工程時為4輛，但月台一來建於急彎中，而且月台經過兩次加高，結果出現同一月台有三個不同的月台高度情況，為安全計，最矮近田井之濱站的月台現時已棄用。出入車站本來只有樓梯通道，而且較長，2005年加建了無障礙斜道，使出入比以往方便。

### 月台配置
| 路線    | 方向     | 目的地             |
| ------- | -------- | ------------------ |
| ■牟岐線 | （上行） | 德島方向           |
| ■牟岐線 | （下行） | 牟岐、阿波海南方向 |

## 歷史
- 1939年12月14日：開業。
- 1987年4月1日: 日本國鐵分割民營化，車站的營運由JR四國繼承。

## 相鄰車站
四國旅客鐵道（JR四國）
■牟岐線
由岐（M18）－（臨）田井之濱－木岐（M19）－北河內（M20）

## 外部連結
- JR四國木岐站 （页面存档备份，存于）